# Dénes König
Dénes Kőnig (Budapeste, 21 de setembro de 1884 – 19 de outubro de 1944) foi um matemático húngaro judeu que trabalhou e escreveu o primeiro livro texto no campo de teoria dos grafos.

## Biografia
Kőnig nasceu em Budapeste, filho do matemático Gyula Kőnig. Em 1907 obteve um doutorado na faculdade Technische Hochschule (hoje Technical University of Budapest) em Budapest, à qual se juntou. Suas aulas eram frequentadas por Paul Erdős, quem, como estudante do primeiro ano, resolveu um de seus problemas. Kőnig tornou-se um professor titular nessa faculdade em 1935. Para honrar a morte do seu pai em 1913, Kőnig e seu irmão Győrgy criaram o prêmio Gyula Kőnig em 1918. Esse prêmio foi concebido para ser uma doação para jovens matemáticos, porém foi mais tarde desvalorizado. Mas o prêmio permaneceu como uma medalha de alto reconhecimento científico. Em 1899, ele publicou seu primeiro trabalho enquanto ainda frequentava o ensino médio no jornal Matematikai ès Fizikai Lapok (tradução do húngaro: Jornal de Matemática e Física). Depois de sua graduação em 1902, ele ganhou o primeiro lugar em uma competição matemática chamada "Eőtvős Loránd". Pouco depois ele escreveu o primeiro de duas coleções de livros: Matematikai Mulatságok (Entretenimentos Matemáticos). Ele passou quatro semestres na universidade em Budapeste e seus cinco últimos em Göttingen, durante os quais ele estudou com os famosos matemáticos József Kürschák e Hermann Minkowski. Ele então recebeu seu doutorado  em 1907 devido a sua dissertação em geometria, naquele mesmo ano ele começou a trabalhar para a Technische Hochschule em Budapeste e permaneceu como parte da faculdade até sua morte em 1944. Primeiro ele começou como um assistente em sessões de problemas, em 1910 ele foi promovido a "assistente superior", e então promovido a "livre-docente" em 1911 ensinando monografia, análise situs (que ficou conhecida mais tarde como topologia), teoria dos conjuntos, números reais e funções, e teoria dos grafos (o nome "teoria dos grafos" não apareceu no catálogo da universidade até 1927). Durante esse tempo ele podia ser um palestrante convidado dando palestras de matemática para estudantes de arquitetura e química, em 1920 essas palestras foram transformadas em livro. em Technische Hochschule.
De 1915 a 1942 ele estava no comitê para julgar competições escolares de matemática, coletando problemas para essas competições, e organizando-as. Então em 1933 ele foi eleito como secretário da sociedade  e em 1942 ele se tornou o presidente desse comitê. Ele então decidiu fazer edições no jornal da sociedade durante seu tempo no comitê até sua morte. As atividades e palestras de Kőnig desempenhou um papel vital no crescimento do trabalho teórico de grafos de: Làszló Edyed, Pál Erdös, Tibor Gallai, György Hajós, Jószef Kraus, Tibor Szele, Pál Turán, Endre Vázsonyi, e muitos outros. Ele então passou a escrever seu primeiro livro em teoria dos grafos Theorie de endlichen und unendlichen Graphen em 1936. Isso marcou o início de teoria dos grafos como seu próprio ramo da matemática. Então em 1958, Claude Berg escreveu o segundo livro em teoria dos grafos, Thèorie des Graphes et ses applications, seguindo Kőnig. Depois da ocupação da Hungria pelos nazistas, felizmente para os matemáticos perseguidos, ele trabalhou para ajudá-los.

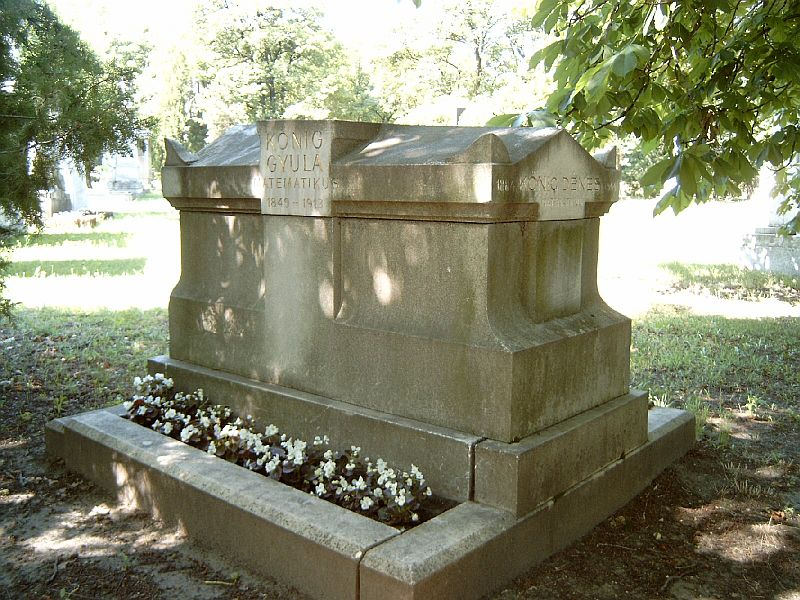
Sepultura de Dénes Kőnig e seu pai Julius no Cemitério de Kerepesi em Budapeste

Em 15 de outubro de 1944 o Partido Nacional-Socialista (Nazista) Húngaro assumiu o controle do país. Dias depois em 19 de outubro de 1944 ele cometeu suicídio para escapar da perseguição dos nazistas por ser um húngaro judeu.

## Realizações
- 1899 – Matematikai ès Fizikai Lapok escrito enquanto frequentava o ensino médio[1]
- 1902 – Primeiro lugar em "Eőtvős Lorád"[1]
- 1907 – recebeu seu Doutorado[1]
- 1910 – promovido a "oberassistant" (assistente superior)[1]
- 1911 – promovido a "Privatdocent" (docente-livre) em 1911 ensinando nomografia, análise situs (topologia), teoria dos conjuntos, números reais e funções, e teoria dos grafos[1]
- 1935 – tornou-se professor titular em Technische Hochschule[1]
- 1936 – escreveu seu primeiro livro em teoria dos grafos, Theorie der endlichen und unendlichen Graphen[1]